# Internazionali d'Italia 2006 - Qualificazioni doppio femminile
Le qualificazioni del doppio femminile degli Internazionali d'Italia 2006 sono state un torneo di tennis preliminare per accedere alla fase finale della manifestazione. I vincitori dell'ultimo turno sono entrati di diritto nel tabellone principale. In caso di ritiro di uno o più giocatori aventi diritto a questi sono subentrati i lucky loser, ossia i giocatori che hanno perso nell'ultimo turno ma che avevano una classifica più alta rispetto agli altri partecipanti che avevano comunque perso nel turno finale.
Le qualificazioni del doppio del torneo Internazionali d'Italia 2006 prevedevano 4 coppie partecipanti di cui una è entrata nel tabellone principale.

## Teste di serie
1. Klaudia Jans /  Alicja Rosolska (primo turno)

1. Viktoryja Azaranka /  Kateryna Bondarenko (Qualificate)

## Tabellone

### Legenda
| - Q = Qualificato - WC = Wild card - LL = Lucky loser | - ALT = Alternate - SE = Special Exempt - PR = Protected Ranking | - w/o = Walkover - r = Ritirato - d = Squalificato |

|  | Primo turno | Primo turno                            | Primo turno                            | Primo turno                            | Primo turno |  |  | Ultimo turno | Ultimo turno                           | Ultimo turno | Ultimo turno | Ultimo turno |  |
|  |             |                                        |                                        |                                        |             |  |  |              |                                        |              |              |              |  |
|  |             | Akiko Morigami Aiko Nakamura           | Akiko Morigami Aiko Nakamura           | Akiko Morigami Aiko Nakamura           | 8           |  |  |              |                                        |              |              |              |  |
|  | 1           | Klaudia Jans Alicja Rosolska           | Klaudia Jans Alicja Rosolska           | Klaudia Jans Alicja Rosolska           | 5           |  |  |              | Akiko Morigami Aiko Nakamura           | 1            | 6            | 5            |  |
|  | 2           | Viktoryja Azaranka Kateryna Bondarenko | Viktoryja Azaranka Kateryna Bondarenko | Viktoryja Azaranka Kateryna Bondarenko | 8           |  |  | 2            | Viktoryja Azaranka Kateryna Bondarenko | 6            | 3            | 7            |  |
|  |             | Corinna Dentoni Vittoria Perugini      | Corinna Dentoni Vittoria Perugini      | Corinna Dentoni Vittoria Perugini      | 1           |  |  |              |                                        |              |              |              |  |